# История почты и почтовых марок Филиппин
История почты и почтовых марок Филиппин охватывает развитие почтовой связи в Республике Филиппины, государстве в Юго-Восточной Азии, состоящем из множества островов, расположенных в Тихом океане, со столицей в Маниле. Филиппины с 1922 года входят во Всемирный почтовый союз (ВПС). Современным почтовым оператором страны является государственная корпорация PHLPost.

## Развитие почты

### Домарочный период
До 1 февраля 1854 года использование почтовых марок на Филиппинах было неизвестно. Однако в стране до этой даты существовала более или менее простая форма почтовой связи. В 1767 году в Маниле открылось первое почтовое отделение, которое позднее в 1779 году было подчинено новому почтовому округу Испании, охватывающему Манилу и весь Филиппинский архипелаг.
В начале правления испанцев на Филиппинах обмен письмами и депешами ограничивался чиновниками испанской администрации и правительства, а также духовенством (сановниками и священниками) католической церкви. Письма, отправляемые этими лицами, не только были без почтовых марок, но и также были без конвертов. Письма просто складывались. Тайна и неприкосновенность переписки, которая ныне гарантируется филиппинской Конституцией, тогда не практиковалась.
В те далекие времена документы доставляли «бадагеросы», которые оказывали бесплатные услуги колониальной администрации. Бадагеросы передвигались либо пешком, либо на лошадях, осуществляя почтовую связь на начальном этапе от «трибунала» (ратуша) до трибунала или в «каса реал» (административный центр провинции).
Бадагеросов, выступавших в роли гонцов (аналог почтальона наших дней), также называли «полистосами» («polistos»), определяемыми как граждане мужского пола старше 18 лет, не занимающие никакую государственную должность, вроде «gobernadorcillo» (мэр), «teniente primero y segundo» (вице-мэр), судья, «cabesas» (советники), «commesarios» и «cuadrillos» (полицейский) и «escribanos» (клерки). Бадагеросы отправляли функции гонцов по очереди. Ежедневно в трибунале назначались два бадагероса, которых сменяли на следующий день. Если письма или депеши были спешными, то для их доставки бадагеросам приходилось отправляться в путь даже в полночь.
На окраинах городов раньше размещалась вооруженная охрана (также «полистос») и когда охрана ночью окликала гонцов, они просто в ответ произносили вслух слово «бадагерос» и охрана пропускала их. При доставке письма в очередной трибунал получатель был обязан расписаться в получении подобно нашим нынешним заказным письмам. Иногда важные документы, например, о назначениях от «капитан-генерала» (генерал-губернатор), получали под подпись получивших назначение лиц, а также лиц, присутствующих в качестве свидетелей.
Интересным моментом ранней почтовой связи было то, что письмо или депеша переходили из рук в руки много раз в зависимости от количества «poblaciones» (городов) между пунктом отправки и пунктом конечного назначения. Одна пара гонцов не перемещалась дальше соседнего города, но письма и депеши доставлялись в очередной соседний город до тех пор, пока корреспонденция не достигала конечный пункт назначения. Этим объясняется длительная задержка в передаче упомянутой корреспонденции. В некоторых случаях проходило от одного до двух месяцев, прежде чем депеша могла быть получена адресатом.
Архивные документы свидетельствуют, что в 1791 году испанским государством уже осуществлялась пересылка почты в ограниченном объеме. Так, в перечислении титулов и официальные обязанностей некоего «капитан-генерала дона Феликса Беренгер де Маркины», который подписал документ о назначении в 1791 году, значилось следующее: исп. «Brigadier de la Real, General de estas Islas Filipinas, Presidente de su Real Audencia y Caancelleria, Director General de las Tropas de S.M. en estos Dominion, Superentendente General Subdelegado de Real Hacienda, y Renta de Correo».
Содержание такой почтовой связи не требовало никаких общих расходов, так как привлечённые бадагерос предоставляли свои услуги бесплатно для колониальной администрации.
Почтовый округ был восстановлен 5 декабря 1837 года. Год спустя Манила получила известность как ведущий центр почтовой связи в Азии.

### Дальнейшее развитие
7 декабря 1853 года испанский генерал-губернатор Антонио де Урбистондо издал циркуляр, которым распорядился о введении с 1 февраля 1854 года предоплаченного почтового сбора, обязательного для всех почтовых отправлений, пересылаемых в пределах архипелага при адресовании из одной провинции в другую или между городами одной и той же провинции. Ставший ныне знаменитым циркуляр Урбистондо «Circulares e Instrucciones para el Arreglo del Poste de la Correspondencia de Estas Islas» учредил первую регулярную почту на Филиппинах и ввёл использование почтовых марок на письмах.
В 1875 году Испания вошла в состав ВПС, о котором было объявлено на Филиппинах два года спустя.
Во время Филиппинской революции президент Эмилио Агинальдо распорядился об учреждении почтовой службы для обеспечения филиппинцев почтовой связью. Позднее она была учреждена в виде бюро, находящегося в ведении нынешнего Министерства торговли и промышленности, а в то время известного как Министерство торговли, 5 сентября 1902 года в силу закона № 426, который был принят Филиппинской комиссией.
4 апреля 1919 года пионер американской авиации по фамилии Рут Лоу выполнила несколько показательных полетов над Манилой. В честь столь неординарного события Почтовым бюро проводилось почтовое гашение особых карточек, тем самым была учреждена первая авиапочтовая связь на островах.
Филиппины в конце концов присоединились к ВПС в качестве суверенного государства 1 января 1922 года. В современных условиях за почтовые услуги в стране отвечает государственная компания PHLPost (сокращённо от англ. Philippine Postal Corporation — «Филиппинская почтовая корпорация»).

## Выпуски почтовых марок

### Первые марки
Первые почтовые марки были выпущены 1 февраля 1854 года и были четырёх номиналов: 5 квартов, 10 квартов, 1 реал и 2 реала. На марках был изображён профиль испанской королевы Изабеллы II.

### Последующие эмиссии

#### Колониальные выпуски
До 1872 года все почтовые марки, бывшие в обращении на островах, были идентичны почтовым маркам, выпущенным в других колониях Испании. Однако в том году была выпущена еще одна филиппинская почтовая марка. На ней был изображён испанский король Амадей и надпись: исп. «Correos Filipinas» («Филиппинская почта»). Спустя три года вышла новая серия почтовых марок с изображением короля Альфонсо XIII.

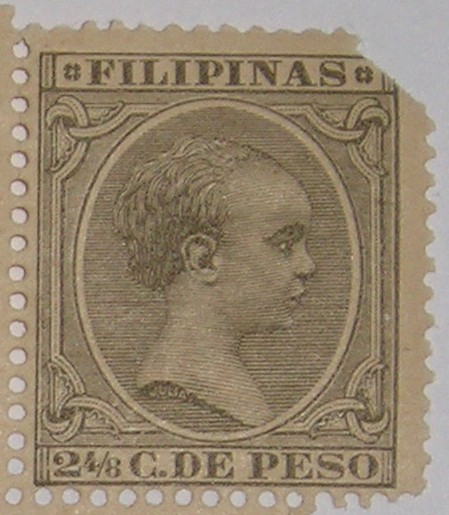
Стандартная марка Филиппин с детским портретом Альфонсо XIII, 1890

В 1890 году были эмитированы почтовые марки с изображением Альфонсо XIII в виде ребёнка в возрасте около трех лет и с надписью «Filipinas» («Филиппины»). Эти почтовые марки Альфонсо XIII стали последними, выпущенными правительством Испании до его свержения в 1898 году.
В отличие от нашей нынешней практики наклеивания почтовых марок в верхнем правом углу конверта, марки во времена испанского владычества в некоторых случаях наклеивались в левом верхнем углу конверта.
В те времена также продавцы почтовых марок получали комиссионные от их продажи, как показывают следующие положения циркуляра Урбистондо: «Глава провинции, в ведении которого находится выпуск почтовых марок, и администратор Estancadas Тондо с согласия суперинтенданта получают 10 % комиссионных от продажи почтовых марок в качестве вознаграждения и в покрытие расходов, которые они могут понести при выполнении своей работы и связанных с этим обязанностей».
Представляется также, что испанские почтовые власти допускали разделение почтовой марки высокого номинала на две марки более низкого номинала. Местный филателист, например, владеет конвертом, погашенным почтовым штемпелем в Маниле 6 июля 1857 года и адресованным некоему С. Д. Фелино Гилу из Гуагуа (Пампанга). В верхнем левом углу конверта наклеена почтовая марка номиналом в 10 квартов, разрезанная по диагонали, чтобы сойти за почтовую марку номиналом в 5 квартов. Объяснение этой странности представляется следующим: из-за нехватки почтовых марок номиналом в 5 квартов почтовый служащий разрезал марку пополам, чтобы получить две марки номиналом 5 квартов, соответствующие, по всей вероятности, местному почтовому тарифу того времени.

#### Американская оккупация и колония
После оккупации Филиппин Соединенными Штатами в результате американо-испанской войны американская военная администрация выпустила стандартные марки с надпечаткой слова англ. «Philippines» («Филиппины») для почтовых нужд. Эти марки, выпущенные 30 июня 1899 года, были все использованы к августу 1906 года, когда американская гражданская администрация, которая сменила военную, начала использовать серию «Philippine Islands — United States Of America» («Филиппинские острова — Соединенные Штаты Америки»). На новых почтовых марках были изображены портреты известных филиппинцев, американцев и испанцев, таких как Рисаль, президент США Мак-Кинли, генерал Лоутон, адмирал Сэмпсон, Линкольн, Вашингтон, Франклин, Каррьедо, Магеллан, Легаспи.

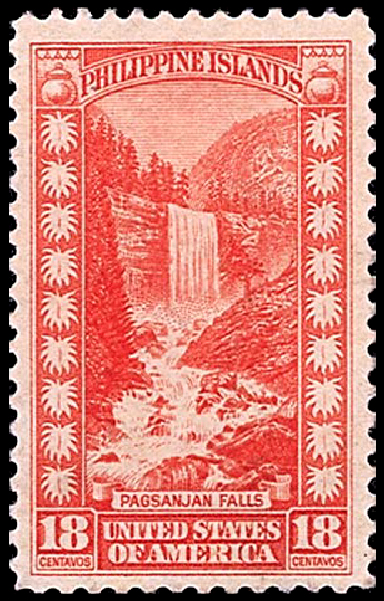
Филиппинская почтовая марка якобы с изображением водопада Пагсанхан (1932). Художник вместо него изобразил водопад Вернал в Калифорнии, что привело к столь значительной ошибке печати

##### Ошибка дизайна
В 1932 году ошибка печати на филиппинской почтовой марке вызвала некоторую шумиху в американском филателистическом мире. В том году Филиппины выпустили почтовую марку номиналом в 18 сентаво с изображением водопада Пагсанхан. Один наблюдательный американский журналист, некий Эрнест Кер, заметил сходство между водопадом, изображённым на марке, и другим водопадом в Калифорнии. Со своими подозрениями он обратился к известному радиокомментатору Лоуэллу Томасу. Когда последний обратился с запросом в Вашингтон, то власти сообщили ему, что водопад, воспроизведённый на марке под названием Пагсанхан, на самом деле является водопадом Вернал в Йосемитском национальном парке (штат Калифорния).

##### Первые памятные марки
Хотя почтовые марки были в обращении на Филиппинах с 1854 года, только лишь 15 февраля 1935 года были выпущены почтовые марки с изображением исторических событий. В этом году вышла серия красочных марок из четырнадцати номиналов. Пять из них (10-центовая марка с изображением Форт-Сантьяго, 16-центовая с изображением Магеллана, 30-центовая с изображением ритуального кровного договора, марка номиналом в 1 песо с изображением церкви Барасоайн и 2 песо с изображением сражения в Манильском заливе) отметили незабываемые главы в бурной истории Филиппин.

##### Новое правительство
После инаугурации правительства Содружества 15 ноября 1935 года на всех этих почтовых марках в 1936 году была сделана надпечатка слова «Commonwealth» («Содружество»). Этим долго использовавшимся почтовым маркам было суждено стать свидетелями падения Содружества, прихода японских оккупантов, возвращения освободительных сил США и рождения Третьей филиппинской республики.

##### Спорная марка 1937 года
Из всех памятных марок, выпущенных на Филиппинах, самой известной стала почтовая марка, выпущенная в честь 33-го Международного евхаристического конгресса, который состоялся в Маниле 3—7 февраля 1937 года. Она стала предметом судебного разбирательства, поскольку первоначально намеченный почтовой администрацией рисунок марки представлял собой потир с Пресвятым сердцем над ним и виноградной лозой и стеблями пшеницы в качестве рамки.
Когда епископ Аглипай, верховный глава Филиппинской независимой церкви услышал о марке, он незамедлительно обратился с ходатайством о запрете в суд первой инстанции Манилы, а затем и в Верховный суд, чтобы не допустить продажи этих марок на том основании, что их продажа будет нарушением Конституции, которая запрещает использование государственных средств в пользу, к выгоде или в поддержку какой-либо секты, церкви или вероучения. По словам епископа Аглипая, эти марки представляют собой пропаганду в пользу католической церкви.
Хотя воинственный епископ проиграл в суде свой иск к правительству, последнее решило изменить дизайн спорной почтовой марки. На выпущенной в итоге марке изображена карта Филиппин с лучами, расходящимися вокруг неё. Манила, место проведения конгресса, обозначена звездой.

#### Независимость

##### Третья Республика
Учреждение Третьей филиппинской республики 4 июля 1946 года было отмечено выпуском почтовой марки с изображением филиппинки в традиционной одежде в лавровом венце и с филиппинским флагом в руках. На заднем плане — флаги всех наций. Таким образом, почтовая марка не только символизирует независимость Филиппин, но и возвестила её новую роль в великой семье наций.
Свидетельством растущего авторитета и значимости молодой республики в мировых делах стали различные почтовые марки, выпущенные в честь международных съездов и выставок, проводимых в этой стране, таких как конференция экономической комиссии ООН Азии и Дальнего Востока (ЭКАДВ), которая состоялась в Багио 24 ноября 1947 года, конференция Продовольственной и сельскохозяйственной организации Организации Объединенных Наций (ФАО), которая также была проведена в Багио 23 февраля 1948 года, 5-й Всемирный конгресс Международной молодежной палаты (ДЖЕЙСИ), состоявшийся в Маниле 1 марта 1950 года, четвертое заседание Совета по рыболовству в Индийском океане, прошедшее в Кесон-Сити 23 октября 1952 года и Первая паназиатская филателистическая выставка (PANAPEX), состоявшаяся в Маниле 16 ноября 1952 года.
Даже новая марка спешной почты, выпущенная 22 декабря 1947 года, запечатлела несомненный прогресс Филиппин. Если на прежней марке спешной почты был изображён почтовый гонец, бегущий на фоне горы Майон, то новая марка изображала почтальона, доставляющего письмо на велосипеде. На заднем плане можно увидеть внушительное здание почтамта в Маниле.
Филиппины также вспомнили на своих почтовых марках двух американцев, в значительной степени ответственных за благословение свободы, которой она сейчас пользуется: Дуглас Макартур и Франклин Делано Рузвельт. И это, возможно, было значимо и подобающе, что последними предметами, на которые смотрел Рузвельт и к которым он прикасался перед своей внезапной смертью, были филиппинские почтовые марки. Описывая последние мгновения жизни великого человека в своей книге «Рузвельт в ретроспективе» («Roosevelt in Retrospect»), Джон Гюнтер подтвердил это. Он написал:
Это было примерно за полчаса до последнего приступа. Рузвельт заполнил конверт повторяющимися марками и сделал на нём пометку „отдать“, а затем просмотрел некоторые выпуски, эмитированные японцами во время оккупации Филиппин.

##### Столетний юбилей
В ознаменование столетия первых почтовых марок, выпущенных на Филиппинах, почта выпустила серию специальных марок. В центре почтовой марки — точная репродукция первой почтовой марки Филиппин, номиналом в 5 квартов, карминового цвета, с изображением профиля испанской королевы Изабеллы II, слева изображена высадка Магеллана на берег. Он держит в левой руке флаг, а в поднятой правой руке меч. Сразу за ним идет священник, держа в руках крест, его сопровождают двое солдат. На заднем плане видны испанские корабли XVI века. С правой стороны почтовой марки изображена филиппинка в национальной одежде, держащая в руках флаг Филиппин. На заднем плане — здание почтамта в Маниле и почтальон. Над ними пролетает большой современный коммерческий самолёт.

## Другие виды почтовых марок

### Авиапочтовые
Когда испанский авиатор Эдуардо Галларза и Хоакин Лорига прибыли в Манилу 13 мая 1926 года из Мадрида на своём самолете после всего лишь 39-дневного путешествия, почтовая администрация отметила это событие надпечаткой на всех номиналах стандартных выпусков 1917—1927 годов текста «AIRMAIL MADRID MANILA 1926» («Авиапочта Мадрид Манила 1926»). Это были первые марки авиапочты на Филиппинах. Интересно отметить, что письмо, погашенное 11 августа 1843 года в Мадриде (Кастилия, Испания), было получено и погашено в Маниле (Филиппинский архипелаг) 13 апреля 1844 года, то есть оно шло 245 дней.
Первые регулярные авиапочтовые марки, выпущенные на Филиппинах, были эмитированы только 30 июня 1941 года. На марках изображён огромный клипер, летящий над открытым морем, на котором спокойно плывёт винта моро.

### Почтово-благотворительные
Выпуском первых филиппинских почтово-благотворительных марок отметилась японская оккупационная администрация. Почтово-благотворительные марки преследовали двоякую цель — оплату почтовых расходов и привлечение определённых средств для других видов деятельности государства, в основном благотворительной. По иронии судьбы эти марки были подготовлены правительством Содружества, но из-за внезапного начала войны не были выпущены, как планировалось. Первоначальной целью этих марок был сбор средств для национальной обороны, но когда японцы выпустили их 12 ноября 1942 года, тематика была изменена на производство продовольствия для обеспечения потребностей оккупантов.

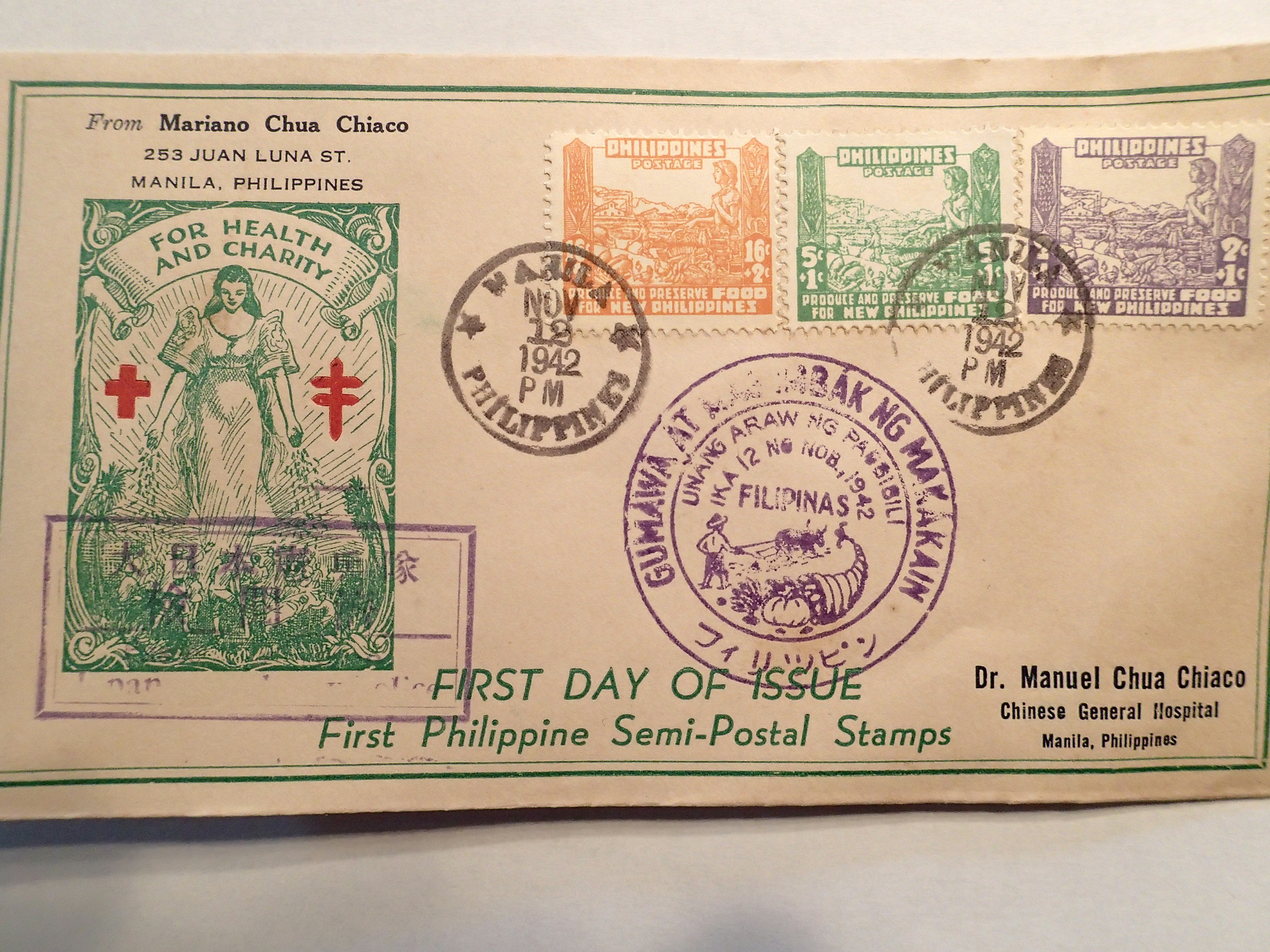
Первые почтово-благотворительные марки Филиппин. Конверт первого дня (1942)

## Региональные выпуски
Когда филиппинцы подняли в 1898 году восстание против Испании, их революционное правительство выпустило собственные почтовые марки. Как символ вновь обретённой свободы, молодая Республика выполнила свою почтовую марку в виде треугольника, возможно, для обозначения лозунга французской революции: свобода, равенство, братство.
Всего филиппинские повстанцы выпустили 14 разных почтовых марок. Среди них три стандартных марки для оплаты почтового сбора, одна для заказных писем, одна для газет, семь для уплаты фискальных сборов и две для телеграфных сообщений. Однако эти марки использовались людьми без разбора, поэтому на письме иногда были наклеены две или несколько таких марок.

## Местный выпуск
20 октября 1944 года американские освободительные войска наконец-то высадились на берегах Лейте. Девятнадцать дней спустя, с характерной для американцев оперативностью почтовое отделение Таклобан вновь открылось для пересылки почты посреди еще дымящихся развалин. Почтовыми марками, выпущенными в обращение, были все имевшиеся в наличии довоенные почтовые марки Содружества с надпечаткой слова «Victory» («Победа») резиновым штампом.

## Оккупационные выпуски

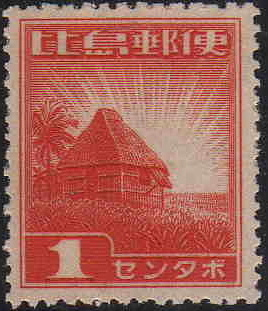
Почтовая марка японской оккупации Филиппин (1943)

После начала Второй Мировой Войны, 18 декабря 1941 года Манила, объявленная открытым городом, была легко захвачена японцами, которые вошли в неё 2 января 1942 года. 4 марта японцы возобновили работу почты в городе. Сначала они выпустили так называемые «провизорные» или «срочные выпуски». Они представляли собой семь довоенных почтовых марок Содружества, одобренных цензорами, на которых слова «United States of America and Commonwealth» («Соединенные Штаты Америки и Содружество») зачёркнуты чёрной краской.
Признавая пропагандистскую значимость почтовых марок и психологическое значение их рисунков, японские власти тщательно выбирали мотив марок, выпущенных ими в период оккупации Филиппин. На новой серии почтовых марок, вышедшей в обращение 1 апреля 1943 года, японцы изобразили типичные виды Филиппин. У этого выпуска были четыре базовых рисунка. Первый изображал типичный «бахай кубо» с пальмами за ним. На втором изображена филиппинка, сажающая рис. Третий изобразил винта моро, плывущую в открытом море. Последняя марка была «гибридной». На ней изображены гора Майон и Фудзияма вместе. Между ними изображение восходящего солнца, а у их подножий несколько пальм.
При провозглашении марионеточной Второй филиппинской республики японцы выпустили памятную марку с изображением филиппинки в национальной одежде. Слева от неё поднятый флаг Филиппин, а справа — памятник Рисалю в Лунете. Нитка жемчуга служит рамкой, ниже которой находится разорванная цепь. В своих последующих попытках заручиться сотрудничеством и дружбой филиппинцев японцы пытались пробудить их патриотический пыл. Так, в 72-ю годовщину мученической смерти отцов Бургоса, Саморы и Гомеса японцами была выпущена серия национальных героев. На марках были изображены Рисаль, Бургос и Мабини. Эти трое филиппинских героев на почтовых марках стали первыми в своем роде в истории филиппинской филателии.
Последние марки, выпущенные японцами, были посвящены президенту Хосе Лаурелю и изображали его в инаугурационной одежде. Над ним изображена печать республики, а ниже — крестьянин, пашущий поле на карабао (азиатском буйволе):

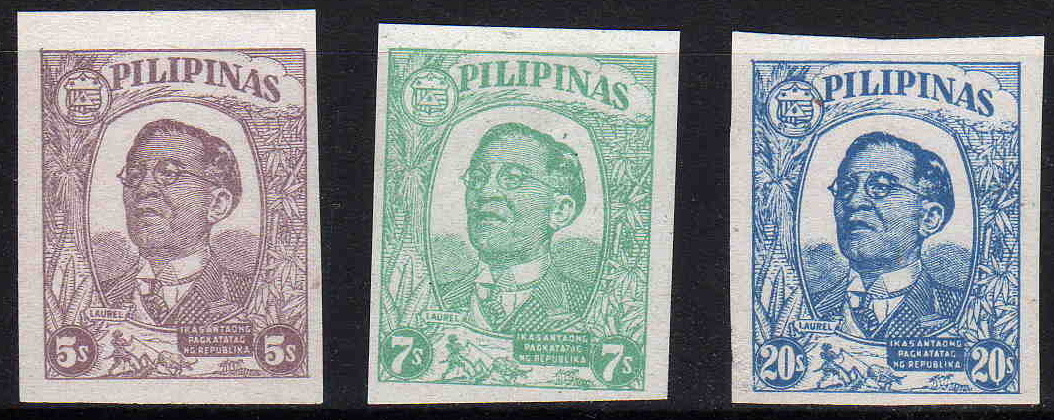
Филиппинские почтовые марки в честь президента Хосе Лауреля (1945)

Несмотря на сильный профилиппинский колорит этих выпущенных японцами почтовых марок, людей, похоже, это не впечатлило. На самом деле, во многих местах, особенно на Висайас и Минданао, люди не только ненавидели использовать эти марки, но и фактически пользовались другими марками, само владение которыми могло стоить им жизни, партизанскими марками. Некоторые из этих марок были напечатаны в Австралии и привезены на Филиппины на подводных лодках. Они использовались на партизанской корреспонденции и на почтовых отправлениях в США. Эти марки имели только один номинал — 2 сентаво. На марках надпись: «Free Philippines — Guerilla Postal Service — Two Centavos Series 1943» («Свободные Филиппины — Партизанская почтовая служба — два сентаво серия 1943»).

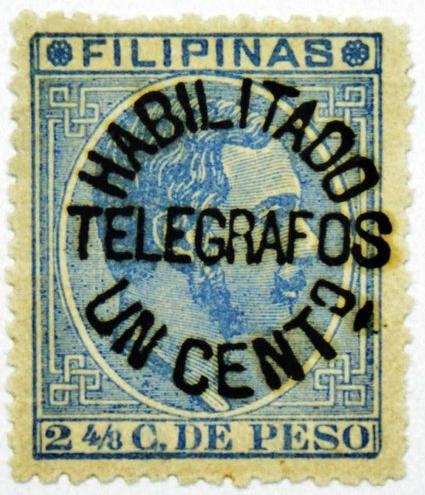
Телеграфная марка Филиппин (1887)

## Хронология
- 1767 — открыто первое почтовое отделение в Маниле.
- 1779 — страна стала почтовым округом Испании.
- 1838 — Филиппины стали ведущим центром почтовой связи в Азии.
- 1898 — учреждена почтовая служба.
- 1922 — Филиппины вступили в ВПС.
- 1926 — в Маниле построено нынешнее здание главпочтамта в стиле неоклассицизма.
- 1946 — Манильский главпочтамт восстановлен после Второй мировой войны.
- 1992 — почта стала принадлежащей государству и контролируемой государством корпорацией под своим нынешним названием «Филиппинская почтовая корпорация» согласно республиканскому закону № 7354 (Закон о почтовой службе 1992 года).
- 2004 — почтовая служба передана в ведение Комиссии по вопросам информационных и коммуникационных технологий согласно указу исполнительной власти № 269 от 12 января 2004 года.